# 阿蒂尔
阿蒂尔（法語：Atur，法語發音：[atyʁ]）是法国多尔多涅省的一个旧市镇，位于该省中部，属于佩里格区。2016年1月1日，阿蒂尔和相邻的另外2个市镇合并为新市镇布拉扎克-伊勒-马努瓦尔（Boulazac Isle Manoire）。

## 地理
阿蒂尔（45°8'26"N, 0°44'52"E）面积19.13 平方千米，位于法国新阿基坦大区多爾多涅省，该省份为法国西南部内陆省份，是法國本土面积第三大的省，大致对应佩里戈尔地区，北起顺时针与夏朗德省、上维埃纳省、科雷兹省、洛特省、洛特-加龙省、吉倫特省和滨海夏朗德省接壤。
与阿蒂尔接壤的市镇（或旧市镇、城区）包括：马尔萨内、萨尼亚克圣母镇、布拉扎克、马努瓦尔河畔圣洛朗。

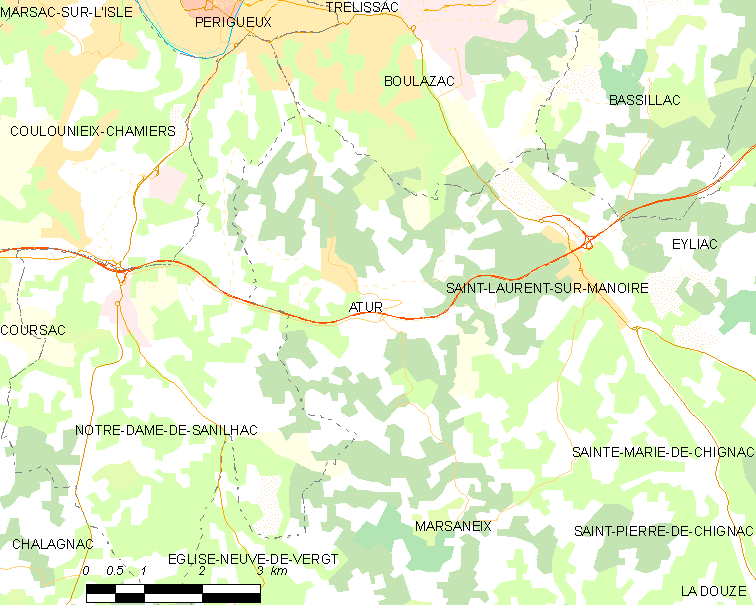
阿蒂尔的OSM定位图

阿蒂尔的时区为UTC+01:00、UTC+02:00（夏令时）。

## 行政
阿蒂尔的邮政编码为24750，INSEE市镇编码为24013。

## 政治
阿蒂尔所属的省级选区为伊勒-马努瓦尔县。

## 人口

1962-2008年间阿蒂尔人口变化图示

阿蒂尔于2018年1月1日时的人口数量为1905人。